# Acraea horta
Acraea horta (лат.) — дневная бабочка из семейства Nymphalidae, обитающая в Южной Африке.
Размах крыльев от 45 до 50 мм для самцов и 49—53 миллиметра для самок. Передние крылья у особей обоих полов почти прозрачные. Задние крылья самцов яркие, красно-чёрные. У самок — от светло-коричневых до жёлтых и оранжевых. Цвет зависит от степени окисления пигмента ксантоматина.
Активна весь год. Яйца откладывают плотным слоем, одно к другому, до 200 яиц в одной кладке. Гусеницы покрыты ядовитыми разветвлёнными шипами. Питаются ядовитым растением Kiggelaria africana, пассифлорой, включая Passiflora coerulea, Passiflora manicata и Passiflora mollisima, видами рода Tacsonia. Бабочка также несъедобна. Ткани гусеницы и бабочки содержат цианогликозид гинокардин, который насекомое получает, поедая листья Kiggelaria africana.
Несмотря на ядовитость, обнаружено значительное количество паразитов бабочки, в частности на гусенице питаются всадники Apanteles acraea и Charops sp., на куколке паразитируют хальцидида Brachymeria kassallensis и мухи-тахины (Tachinidae).
Встречается в Южной Африке, Зимбабве. Летает в парках, садах, влажных местах.
Генетику бабочки исследовал известный эмбриолог Борис Балинский. Он установил, что цвет крыльев самок не детерминирован генетически, а меняется в рамках нормы реакции. Также он исследовал влияние мутагенеза на смену рисунка точек на крыльях бабочек.